# خضار ورقية

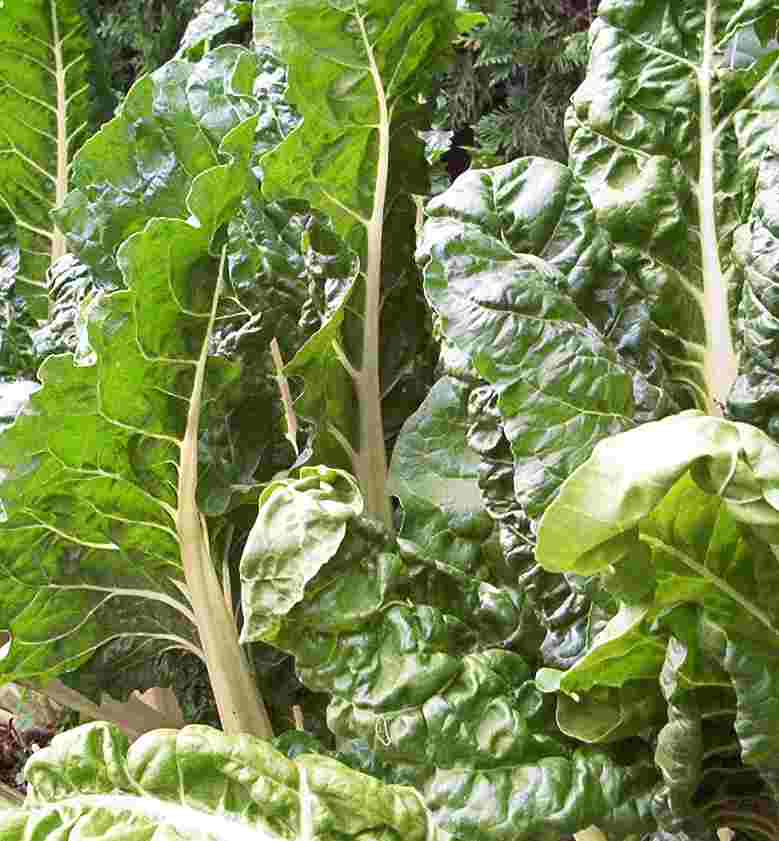
سلق طازج

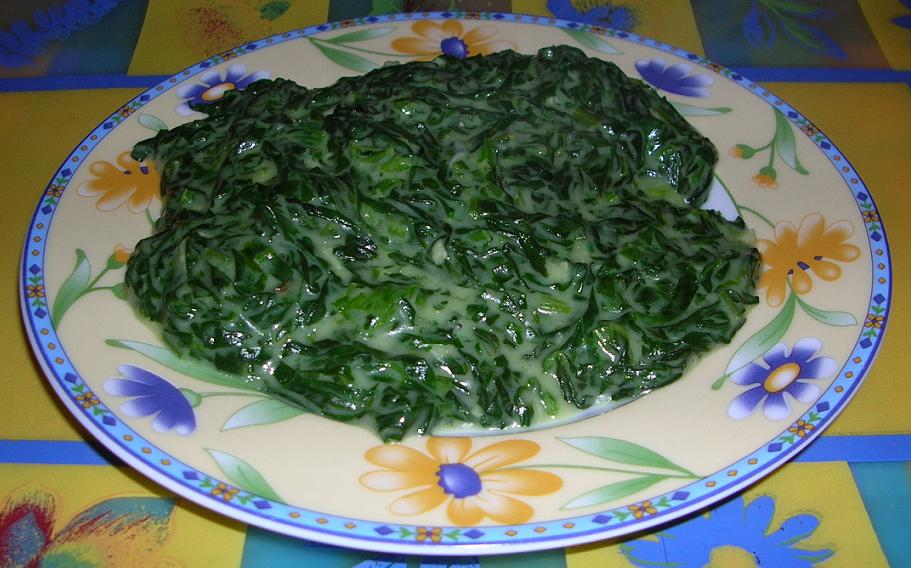
سبانخ مسلوقة

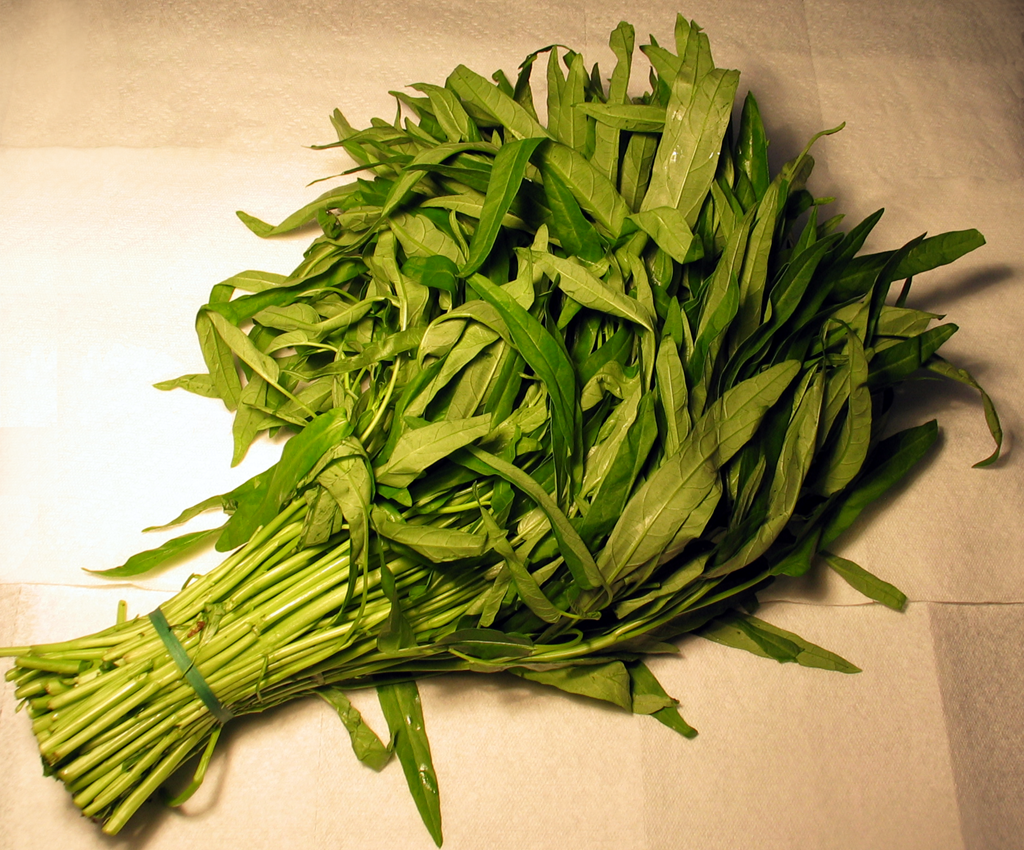
سبانخ مائية طازجة

الخَضراوات الورقية هي أوراق النبات التي تؤكل خضارًا، تشمل أحيانا السيقان والبتلات. ما يقرب من ألف نوع من النباتات ذات الأوراق المأكولة. غالبا ما تأتي الخضروات الورقية من النباتات العشبية القصيرة الأجل مثل الخس والسبانخ. ومن النباتات الخشبية التي يمكن أن تؤكل أوراقها خضارًا مثل التبلديوالأراليا والبان والتوت، وأنواع نبات التونا.